# Mladen Grdović
Mladen Grdović, född 7 juli 1958 i Zadar, är en kroatisk popsångare. 
Grdović har deltagit i den kroatiska uttagningen till Eurovision Song Contest; Första gången 1994 då han kom på 11:e plats med bidraget Život svoj. Andra gången var 1999 då han kom på 7:e plats med bidraget Mama Marija. Han deltog en tredje gång 2004 och kom på 9:e plats med bidraget Ljubav moja si ti.
Utöver sin solokarriär utgjorde Grdović ena halvan i duon Duo Pegla tillsammans med Tomislav Ivčić. Duon upplöstes i samband med Ivčićs död 1993.

## Diskografi

### med Duo Pegla
- Pričaju Mi Da Me Varaš / Zdravo Gazda (1978)
- Odnijela Si Ljubav / Bez Ljubavi Tvoje (1979)
- Mi Imamos Mnogos Problemos (1987)

### Soloalbum
- Doviđenja (1990)
- Nedostaješ Mi Ti (1993)
- Tu Je Moj Dom (1994)
- Italia Mix (1995)
- Ako Odeš Ti (1996)
- Vitar Nek Puše (1999)
- Kada se ljubav u vino pretvori (2000)
- I za dušu i za tilo (2002)
- E, Da Mi Je Vratit Vrime (2006)
- Da te nima (2008)
- Dobro Jutro Ti, More (2009)
- Evo Mene Moji Ljudi! (2009)
- Za Tebe Živim Ja (2012)